# Balıkesir (circonscription électorale)
La circonscription électorale de Balıkesir correspond à la province du même nom et envoie 9 députés à la Grande Assemblée nationale de Turquie (8 entre 2002 et 2018).

## Composition
La circonscription de Balıkesir est divisée en 20 districts (ilçe). Chaque district est composé d'un chef-lieu et de municipalités (communes et villages).

## Résultats électoraux

### Élections législatives de juin 2015
| Partis                   | Partis                                        | Voix | %   | Sièges | +/-           | Élus                                           |
| ------------------------ | --------------------------------------------- | ---- | --- | ------ | ------------- | ---------------------------------------------- |
|                          | Parti de la justice et du développement (AKP) |      |     | 3      | 1             | Mahmut Poyrazlı, Sema Kırcı et Ali Aydınlıoğlu |
|                          | Parti républicain du peuple (CHP)             |      |     | 3      | en stagnation | Mehmet Tüm, Ahmet Akın et Namık Havutça        |
|                          | Parti d'action nationaliste (MHP)             |      |     | 2      | 1             | İsmail Ok et Recep Çetin                       |
|                          |                                               |      |     |        |               |                                                |
| Total                    | Total                                         |      | 100 | 8      | en stagnation | -                                              |
| Inscrits / participation |                                               |      |     |        |               |                                                |

### Élections législatives de novembre 2015
| Partis                   | Partis                                        | Voix | %   | Sièges | +/-           | Élus                                                         |
| ------------------------ | --------------------------------------------- | ---- | --- | ------ | ------------- | ------------------------------------------------------------ |
|                          | Parti de la justice et du développement (AKP) |      |     | 4      | 1             | Mahmut Poyrazlı, Sema Kırcı, Ali Aydınlıoğlu et Kasım Bostan |
|                          | Parti républicain du peuple (CHP)             |      |     | 3      | en stagnation | Mehmet Tüm, Ahmet Akın et Namık Havutça                      |
|                          | Parti d'action nationaliste (MHP)             |      |     | 1      | 1             | İsmail Ok                                                    |
|                          |                                               |      |     |        |               |                                                              |
| Total                    | Total                                         |      | 100 | 8      | en stagnation | -                                                            |
| Inscrits / participation |                                               |      |     |        |               |                                                              |

### Élections législatives de 2018
| Partis                   | Partis                                        | Voix    | %     | Sièges | +/-           | Élus                                                                           |
| ------------------------ | --------------------------------------------- | ------- | ----- | ------ | ------------- | ------------------------------------------------------------------------------ |
|                          | Parti de la justice et du développement (AKP) | 357 932 | 41,40 | 5      | 1             | Adil Çelik, Belgin Uygur, Yavuz Subaşi, Mustafa Canbey et Pakize Mutlu Aydemir |
|                          | Parti républicain du peuple (CHP)             | 262 566 | 30,37 | 3      | en stagnation | Ahmet Akın, Fikret Şahin et Ensar Aytekin                                      |
|                          | Le Bon Parti (İYİ)                            | 127 213 | 14,71 | 1      | Nv.           | İsmail Ok                                                                      |
|                          | Parti d'action nationaliste (MHP)             | 65 380  | 7,56  | 0      | 1             |                                                                                |
|                          | Parti démocratique des peuples (HDP)          | 36 770  | 4,25  | 0      | en stagnation |                                                                                |
|                          | Parti de la félicité (SP)                     | 10 073  | 1,17  | 0      | en stagnation |                                                                                |
|                          | Parti patriote (VATAN)                        | 2 881   | 0,33  | 0      | en stagnation |                                                                                |
|                          | Parti de la cause libre (HÜDA PAR)            | 1 533   | 0,18  | 0      | en stagnation |                                                                                |
|                          | Indépendants (Ind.)                           | 225     | 0,03  | 0      | en stagnation |                                                                                |
|                          |                                               |         |       |        |               |                                                                                |
| Total                    | Total                                         | 864 573 | 100   | 9      | 1             | -                                                                              |
| Inscrits / participation | Inscrits / participation                      | 947 177 | 90,61 |        |               |                                                                                |

### Élections législatives de 2023
| Partis                   | Partis                                        | Voix    | %     | Sièges | +/-           | Élus                                                           |
| ------------------------ | --------------------------------------------- | ------- | ----- | ------ | ------------- | -------------------------------------------------------------- |
|                          | Parti de la justice et du développement (AKP) | 316 241 | 34,67 | 4      | 1             | İsmail Ok, Belgin Uygur, Mustafa Canbey et Ali Taylan Öztaylan |
|                          | Parti républicain du peuple (CHP)             | 287 053 | 31,47 | 3      | en stagnation | Ensar Aytekin, Serkan Sarı et Burak Dalgın                     |
|                          | Le Bon Parti (İYİ)                            | 133 167 | 14,60 | 1      | en stagnation | Turhan Çömez                                                   |
|                          | Parti d'action nationaliste (MHP)             | 74 767  | 8,20  | 1      | 1             | Ekrem Gökay Yüksel                                             |
|                          | Parti de la gauche verte (YSP)                | 20 685  | 2,27  | 0      | en stagnation |                                                                |
|                          | Nouveau parti de la prospérité (YRP)          | 18 921  | 2,07  | 0      | Nv.           |                                                                |
|                          | Parti de la victoire (ZP)                     | 18 716  | 2,05  | 0      | Nv.           |                                                                |
|                          | Parti des travailleurs de Turquie (TIP)       | 11 569  | 1,27  | 0      | en stagnation |                                                                |
|                          | Parti de la patrie (M)                        | 11 041  | 1,21  | 0      | Nv.           |                                                                |
|                          | Parti de la grande unité (BBP)                | 6 271   | 0,69  | 0      | en stagnation |                                                                |
|                          | Parti de la justice (AP)                      | 3 321   | 0,36  | 0      | Nv.           |                                                                |
|                          | Parti jeune (GP)                              | 2 479   | 0,27  | 0      | en stagnation |                                                                |
|                          | Parti patriote (VATAN)                        | 1 664   | 0,18  | 0      | en stagnation |                                                                |
|                          | Parti des droits et libertés (HAK)            | 1 128   | 0,12  | 0      | en stagnation |                                                                |
|                          | Parti de la nation (MP)                       | 1 037   | 0,11  | 0      | en stagnation |                                                                |
|                          | Parti de la justice et de l'unité (AB)        | 1 004   | 0,11  | 0      | Nv.           |                                                                |
|                          | Parti communiste de Turquie (TKP)             | 902     | 0,10  | 0      | en stagnation |                                                                |
|                          | Parti de gauche (SOL)                         | 745     | 0,08  | 0      | en stagnation |                                                                |
|                          | Parti de libération du peuple (HKP)           | 662     | 0,07  | 0      | en stagnation |                                                                |
|                          | Parti de l'innovation (YP)                    | 292     | 0,03  | 0      | Nv.           |                                                                |
|                          | Mouvement communiste (TKH)                    | 276     | 0,03  | 0      | Nv.           |                                                                |
|                          | Parti de la mère patrie (ANAP)                | 25      | 0,00  | 0      | en stagnation |                                                                |
|                          | Parti de l'union du pouvoir (GBP)             | 14      | 0,00  | 0      | Nv.           |                                                                |
|                          | Parti de la route nationale (MYP)             | 5       | 0,00  | 0      | Nv.           |                                                                |
|                          | Indépendants (Ind.)                           | 87      | 0,01  | 0      | en stagnation |                                                                |
|                          |                                               |         |       |        |               |                                                                |
| Total                    | Total                                         | 912 072 | 100   | 9      | en stagnation | -                                                              |
| Inscrits / participation | Inscrits / participation                      | 990 605 | 91,18 |        |               |                                                                |